# Rio Mahakam
O Rio Mahakam (em indonésio: Sungai Mahakam) é o terceiro maior rio em comprimento (com a terceira maior vazão) em Bornéu, após os rios Kapuas e Barito, localizado na província de Kalimantan Oriental, Indonésia. Ele se estende por 980 km desde o distrito de Long Apari, nas terras altas de Bornéu, até sua foz no Estreito de Makassar.
A cidade de Samarinda, capital da província de Kalimantan Oriental, está situada a cerca de 48 km da foz do rio. O delta do Mahakam possui um microclima específico, influenciado pelas marés alta e baixa ao nível do mar.

## Resumo
O rio Mahakam é o maior rio de Kalimantan Oriental, na Indonésia, com uma área da bacia de contribuição de aproximadamente 77.100 km². A bacia está localizada entre as latitudes 2°N e 1°S e as longitudes 113°E e 118°E. O rio nasce em Cemaru e flui na direção sudeste, encontrando o rio Kedang Pahu na cidade de Muara Pahu. A partir daí, segue para leste através da região dos lagos Mahakam, uma área tropical plana cercada por pântanos de turfa. Nessa região, encontram-se 30 lagos rasos conectados ao Mahakam por canais estreitos. A jusante da conexão com os lagos Semayang e Melintang, o Mahakam recebe três outros afluentes principais – os rios Belayan, Kedang Kepala e Kedang Rantau – e continua fluindo para sudeste através dos distributários do delta Mahakam, até alcançar o Estreito de Makassar.

## Geologia
Kalimantan, onde está localizado o Mahakam, faz parte da Placa Continental de Sonda. A ilha possui cadeias montanhosas entre a Indonésia e a Malásia. Conforme descrito por van Bemmelen (1949), o rio Mahakam nasce em Cemaru (1.681 m de altitude) no centro de Kalimantan, cortando o eixo pré-terciário da ilha a leste de Batuayan (1.652 m) e então alcança a bacia terciária de Kutai [en]. Seu curso médio atravessa uma planície aluvial com numerosos lagos pantanosos. Essa depressão intermontanhosa é separada da bacia vizinha, a depressão de Barito, por um trecho montanhoso com altitude inferior a 500 m. Após essa região, o Mahakam atravessa o anticlinório de Samarinda e chega ao seu delta aluvial, que se espalha como um leque sobre a plataforma marítima, com uma base de 65 km e um raio de cerca de 30 km.
A montante de Long Iram (parte superior da bacia do rio Mahakam), o rio flui em rochas terciárias (Voss, 1983). Entre Long Iram e Muara Kaman (área média do Mahakam), o rio atravessa aluviões quaternários, enquanto na área a jusante, entre Muara Kaman e a costa, incluindo o delta Mahakam, as rochas terciárias estão novamente presentes. A presença do grande delta é explicada pela formação e rejuvenescimento da região montanhosa próxima a Samarinda.

## Clima
A bacia do Mahakam está situada próxima à linha do equador. A precipitação média anual na área da bacia é de 3.163 mm, com um escoamento médio de cerca de 1.911 mm. De acordo com a classificação climática de Köppen, essa área pertence ao tipo Af (clima de floresta tropical), com temperatura mínima de ≥18 °C e precipitação durante o mês mais seco em um ano normal ≥60 mm. A transferência de massa e energia na zona tropical ocorre por meio da circulação geral do ar conhecida como célula de Hadley. Segundo Seidel e colaboradores (2008), o padrão de precipitação nessa área é amplamente determinado por esse padrão de vento atmosférico em grande escala, que é observável de várias maneiras na atmosfera. Essa circulação transporta umidade para o ar, gerando chuvas nas regiões equatoriais, enquanto as bordas do cinturão tropical são mais secas. Dentro dessa circulação, a evaporação ocorre intensamente ao redor do equador, no centro de baixa pressão chamado Zona de Convergência Intertropical (ZCIT), caracterizada pelo acúmulo de nuvens na área. A ZCIT se move acompanhando o movimento aparente do sol entre as latitudes 23,5°N e 23,5°S, mudando sua posição conforme esse movimento.
A ZCIT influencia os fenômenos de monção indo-australiana, que afetam o clima regional, incluindo a bacia do Mahakam. Em dezembro, janeiro e fevereiro (inverno no Hemisfério Norte), a concentração de alta pressão na Ásia e baixa pressão na Austrália faz com que o vento oeste sopre na Indonésia (monção de oeste). Em junho, julho e agosto, a concentração de baixa pressão na Ásia (verão no Hemisfério Norte) e alta pressão na Austrália faz com que o vento leste sopre na Indonésia (monção de leste). Devido à circulação global do ar e ao clima regional mencionado, a bacia do Mahakam, localizada ao redor do equador, apresenta um padrão de precipitação bimodal com dois picos de chuva, geralmente em dezembro e maio. Isso ocorre porque a ZCIT passa pelo equador duas vezes por ano, vindo do Hemisfério Norte em setembro e do Hemisfério Sul em março.

## Vazão
A seguir é apresentada a vazão média anual do rio Mahakam em Melak (Alto Mahakam), Kota Bangun (Médio Mahakam) e Loa Kulu (Baixo Mahakam).
| Ano  | Vazão (m³/s) | Vazão (m³/s) | Vazão (m³/s) |
| Ano  | Melak        | Kota Bangun  | Loa Kulu     |
| ---- | ------------ | ------------ | ------------ |
| 1994 | 1.564        |              |              |
| 1995 | 1.647        |              |              |
| 1996 | 2.020        | 2.855        |              |
| 1997 | 1.884,8      |              |              |
| 2004 | 1.396        |              |              |
| 2005 | 2.350,95     | 2.808,95     |              |
| 2007 | 2.109        | 2.791,8      |              |
| 2009 | 1.485        |              |              |
| 2010 | 2.022        | 2.823,52     | 5.478,5      |

Vazão média mensal (m³/s) no rio Mahakam em Samarinda:
| Mês   | 2014     | 2014–2018 | 2021     |
| ----- | -------- | --------- | -------- |
| JAN   | 4.083,38 | 5.401     | 3.751,53 |
| FEV   | 5.863,29 | 6.965,6   | 5.290,07 |
| MAR   | 5.754,92 | 6.506,5   | 5.405,59 |
| ABR   | 6.628,15 | 6.620     | 5.079,46 |
| MAI   | 4.151,29 | 6.121,3   | 3.898,19 |
| JUN   | 1.701,62 | 4.522,7   | 3.966,51 |
| JUL   | 1.972,29 | 3.492     | 2.674,38 |
| AGO   | 544,1    | 2.067,5   | 1.615,62 |
| SET   | 335,68   | 2.898,4   | 1.186,52 |
| OUT   | 638,61   | 2.914,2   | 1.226,31 |
| NOV   | 2.409,33 | 4.541,5   | 3.638,79 |
| DEZ   | 5.610,11 | 5.558,1   | 2.902,16 |
|       |          |           |          |
| Média | 3.307,7  | 4.800,7   | 3.386,26 |

Vazão média por período:
| Ano, período                                         | Vazão                    | Ref.          |
| ---------------------------------------------------- | ------------------------ | ------------- |
| Delta Mahakam 0° 34′ 43,3236″ S, 117° 15′ 49,9176″ L |                          |               |
| 2016–2020                                            | 5.953 m³/s               | [ 16 ]        |
| 2003–2016                                            | 4.278 m³/s               | [ 2 ]         |
| 1985–2012                                            | 4.150 m³/s               | [ 17 ]        |
| 1970–2000                                            | 123 km³/ano (3.897 m³/s) | [ 18 ] [ 19 ] |
|                                                      | 4.560 m³/s               | [ 20 ]        |
| Samarinda 0° 31′ 18,282″ S, 117° 09′ 14,3352″ L      |                          |               |
| 2021                                                 | 3.386,26 m³/s            | [ 15 ]        |
| 2014–2018                                            | 4.800,73 m³/s            | [ 15 ]        |
| 2014                                                 | 3.307,7 m³/s             | [ 1 ]         |
| 2012                                                 | 5.000 m³/s               | [ 21 ]        |
| 1996–2005                                            | 3.877 m³/s               | [ 22 ]        |
| Loa Kulu 0° 31′ 35,652″ S, 117° 01′ 45,7356″ L       |                          |               |
| 2010                                                 | 5.478,5 m³/s             | [ 14 ] [ 23 ] |
| Tenggarong 0° 26′ 39,7968″ S, 117° 00′ 10,566″ L     |                          |               |
| 1985–2012                                            | 3.897 m³/s*              | [ 25 ]        |
| Kota Bangun 0° 13′ 31,9476″ S, 116° 35′ 18,762″ L    |                          |               |
| 1996, 2005, 2007, 2010                               | 2.819,8 m³/s             | [ 14 ]        |
| Muara Muntai 0° 21′ 49,608″ S, 116° 23′ 48,066″ L    |                          |               |
| 2010                                                 | 2.798,24 m³/s            | [ 14 ] [ 23 ] |
| Melak 0° 13′ 49,7064″ S, 115° 50′ 00,0312″ L         |                          |               |
| 2012                                                 | 2.500 m³/s               | [ 21 ]        |
| 1998–2010                                            | 2.000 m³/s               | [ 24 ] [ 26 ] |
| 1994–2010                                            | 1.831 m³/s               | [ 14 ]        |

## Lagos

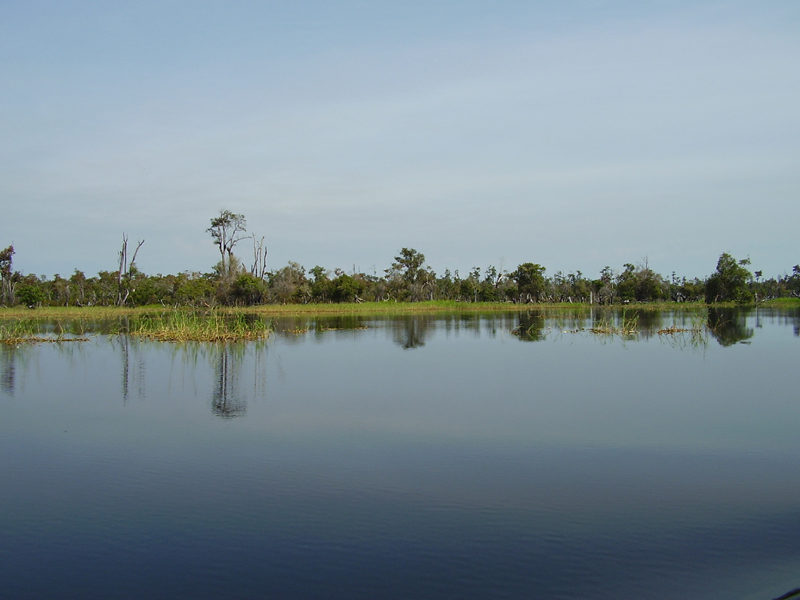
Lago Melintang em Teluk Tuk com uma floresta pantanosa regenerada ao fundo

Há cerca de 76 lagos distribuídos na bacia do rio Mahakam, sendo aproximadamente 30 localizados na área média do Mahakam, incluindo os três principais: Lago Jempang (15.000 ha), Lago Semayang (13.000 ha) e Lago Melintang (11.000 ha). Os níveis dos lagos variam sazonalmente, de 0,5 m a 1 m durante o período seco, até 7 m durante a estação chuvosa. Os lagos Mahakam e os pântanos circundantes funcionam como reservatórios de água, além de reterem sedimentos contidos na água que flui para os lagos, que agora estão se tornando mais rasos, provavelmente devido a um desequilíbrio entre a entrada de sedimentos e a lenta subsidência.
A pesca é a principal fonte de subsistência na área dos lagos Mahakam, onde a maioria dos moradores são pescadores. A região dos lagos do médio Mahakam é uma área de intensa atividade pesqueira, com produtividade de 25.000 a 35.000 toneladas métricas por ano desde 1970.
Lagos Mahakam:
| Lago         | Coordenadas                            | Elevação (m) | Área (km²) | Profundidade média (m) | Volume (10⁶ m³) | Tamanho da bacia (km²) |
| ------------ | -------------------------------------- | ------------ | ---------- | ---------------------- | --------------- | ---------------------- |
| Jempang      | 0° 25′ 18,8436″ S, 116° 15′ 45,3888″ L | 1            | 124,36     | 2,8                    | 352,83          | 1.012,3                |
| Semajang     | 0° 14′ 56,8788″ S, 116° 32′ 06,2592″ L | 2            | 104,56     | 1,1                    | 117,07          | 2.192,9                |
| Melintang    | 0° 18′ 06,3432″ S, 116° 24′ 16,992″ L  | 2            | 87,96      | 1                      | 91,52           | 1.042,8                |
| Tempatong    | 0° 23′ 48,8544″ S, 116° 21′ 18,954″ L  | 2            | 18,19      | 1                      | 17,33           | 3.970,8                |
| Siran        | 0° 05′ 34,7928″ S, 116° 35′ 46,3732″ L | 1            | 15,48      | 1,2                    | 17,9            | 139,1                  |
| Uwis         | 0° 19′ 40,7244″ S, 116° 29′ 16,4796″ L | 2            | 7,47       | 1,6                    | 11,84           | 282,9                  |
| Melinau      | 0° 07′ 07,554″ S, 116° 23′ 48,9516″ L  | 1            | 5,77       | 1,3                    | 7,61            | 933,5                  |
| Murung       | 0° 17′ 40,938″ S, 116° 36′ 12,4416″ L  | 1            | 3,23       | 2,8                    | 9,12            | 433,8                  |
| Kahoypongkol | 0° 09′ 45,5616″ S, 116° 24′ 45,6408″ L | 2            | 2,24       | 0,7                    | 1,54            | 952,4                  |
| Berambai     | 0° 01′ 55,9416″ S, 116° 20′ 36,5928″ L | 0            | 2,02       | 1,6                    | 3,26            | 612,8                  |
| Rabok        | 0° 08′ 13,0596″ S, 116° 24′ 23,5296″ L | 2            | 1,45       | 0,5                    | 0,725           | 933,5                  |
| Loa Kang     | 0° 13′ 37,1532″ S, 116° 33′ 59,598″ L  | 2            | 0,7        | 1,3                    | 0,91            | 2,1                    |
|              | 0° 18′ 06,0048″ S, 116° 36′ 01,0944″ L | 2            | 0,6        | 2                      | 1,22            | 6                      |
| Biru         | 0° 18′ 15,0444″ S, 116° 34′ 26,31″ L   | 1            |            |                        |                 |                        |

## Delta

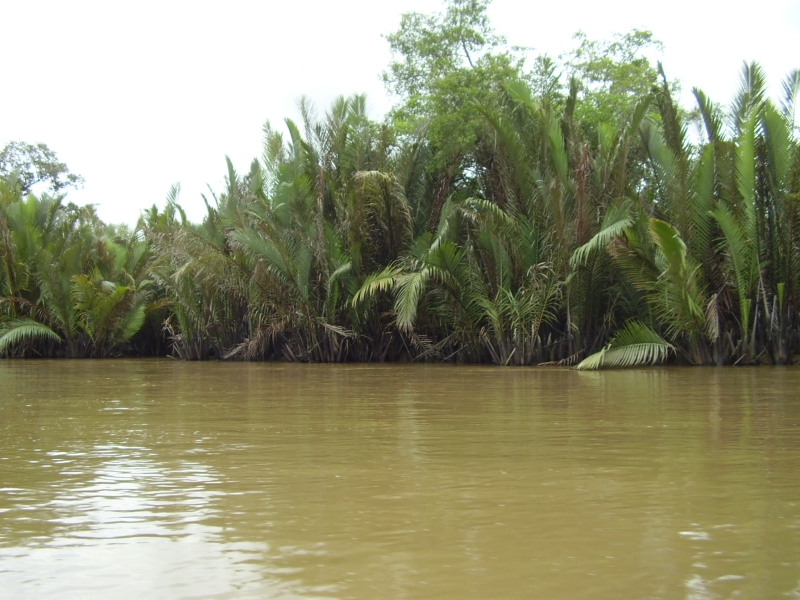
Nypa fruticans no Delta Mahakam

O delta do Mahakam é um delta misto dominado por influências fluviais e de maré. Ele cobre cerca de 1.800 km², composto por áreas de mangue próximo à costa, pântanos de Nypa fruticans nas áreas centrais e floresta de terras baixas perto do ápice, correspondendo à primeira bifurcação. O desenvolvimento pesqueiro nessa área converteu vastas extensões de mangue em viveiros de camarão (tambak). No entanto, esforços recentes de restauração de mangues têm ocorrido no delta, com o replantio de mangues em viveiros abandonados e incentivo à aquicultura integrada de mangue-camarão. Muitas áreas no delta do Mahakam já foram naturalmente recolonizadas por vegetação de mangue, contribuindo para a restauração do ecossistema. Os mangues também funcionam como estratégias de melhoria da sedimentação, capturando sedimentos e promovendo acreção.
O delta possui três sistemas distributários principais direcionados para nordeste, sudeste e sul. A área entre os distributários é composta por uma série de canais de maré geralmente não conectados aos distributários principais. Os canais distributários são estreitos e retilíneos, com profundidade variando de 8 a 15 m, e as bifurcações dos canais distributários ocorrem a cada 10 a 15 km.
A área inferior do Mahakam é a segunda bacia de hidrocarbonetos mais produtiva da Indonésia, contendo cerca de 3 bilhões de barris de petróleo e 30 Tcf de reservas de gás. Investigações geológicas de campo nessa área começaram em 1888, e em 1897, perfurações de exploração descobriram petróleo a uma profundidade rasa de 46 m na estrutura Louise. A produção começou em 1898, seguida pela expansão da exploração para toda a região do Mahakam.

## Afluentes
Os principais afluentes a partir da foz:
| Afluente à esquerda | Afluente à direita | Comprimento (km) | Tamanho da bacia (km²) | Vazão média (m³/s) |
| ------------------- | ------------------ | ---------------- | ---------------------- | ------------------ |
| Mahakam             | Mahakam            | 980              | 77.243,65              | 3.897,7            |
|                     |                    |                  |                        |                    |
|                     | Loa Haor           | 120              | 463,4                  | 11,6               |
| Jembayan            | 180                | 1.365,6          | 34,7                   |                    |
| Karang Mumus        |                    | 40               | 318,3                  | 7                  |
|                     | Tenggarong         |                  | 297,1                  | 6,8                |
| Separi              |                    |                  | 329,8                  | 9                  |
| Kedang Rantau       | 132                | 3.631,8          | 77,8                   |                    |
| Kedang Kepala       | 323,9              | 15.703,5         | 582,1                  |                    |
| Belayan             | 319                | 9.977,3          | 556,6                  |                    |
| Pela (Semayang)     | 10                 | 2.206,2          | 65,9                   |                    |
|                     | Kedang Murung      |                  | 435,1                  | 10,3               |
| Bongan              | 20                 | 2.161,4          | 117                    |                    |
| Kedang Pahu         | 144                | 6.800,3          | 300                    |                    |
| Muyub               |                    | 48               | 738,2                  | 32,4               |
|                     | Kelian             |                  | 270,7                  | 14,4               |
| Pariq               |                    | 64               | 1.006,9                | 50,6               |
|                     | Ratah              |                  | 3.302,9                | 191,7              |
| Merah               |                    | 51               | 275                    | 13,8               |
| Medang              |                    | 839,3            | 43,5                   |                    |
| Alan                | 32                 | 410,6            | 22,6                   |                    |
| Boh                 | 71                 | 6.624,4          | 365,1                  |                    |
| Nyaan               | 72                 | 495,8            | 29                     |                    |
| Tepai               |                    | 797,3            | 50,8                   |                    |
| Melaseh             |                    | 848,2            | 59,6                   |                    |
|                     | Cihar              |                  | 375,4                  | 27,3               |
| Serata              |                    |                  | 247,9                  | 19                 |
|                     | Kosso              |                  | 410,4                  | 32,7               |
| Sikê                |                    |                  | 289,3                  | 23                 |
|                     | Danum Parae        |                  | 503,3                  | 42,4               |
| Sihi                |                    | 265,7            | 22,4                   |                    |
| Usok                |                    | 448,5            | 35,5                   |                    |

## Ecologia

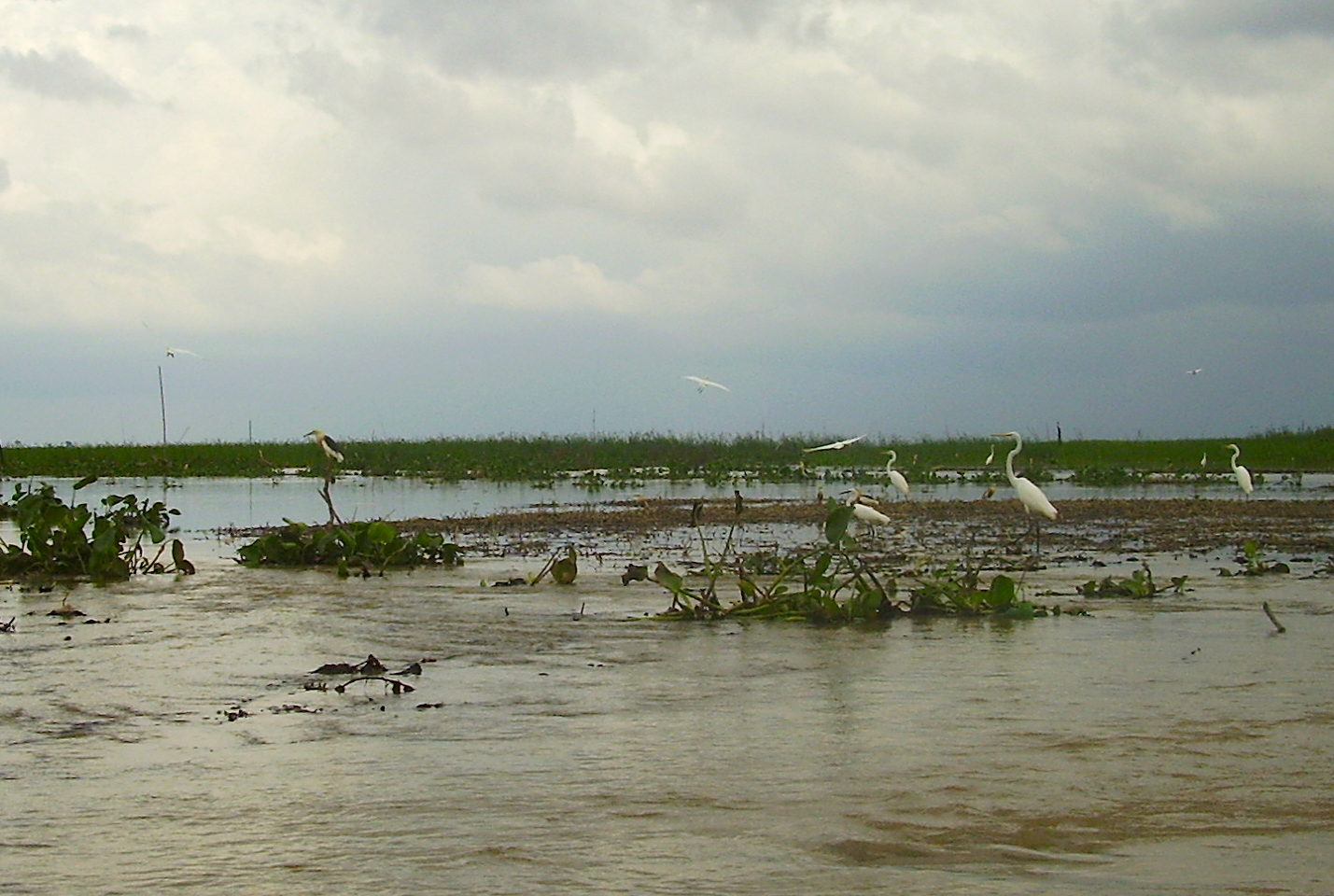
Aves na entrada intermitente do Lago Jempang a partir do rio Mahakam

O Mahakam e sua planície de inundação formam uma região ecologicamente importante. Um total de 147 espécies de peixes de água doce nativos foram identificadas no Mahakam. O Mahakam abriga o golfinho-do-Irrawaddy (Orcaella brevirostris; chamado Pesut pelos locais), uma espécie criticamente ameaçada, incluída no Apêndice I da CITES (Convenção sobre o Comércio Internacional de Espécies da Fauna e Flora Selvagens Ameaçadas de Extinção).

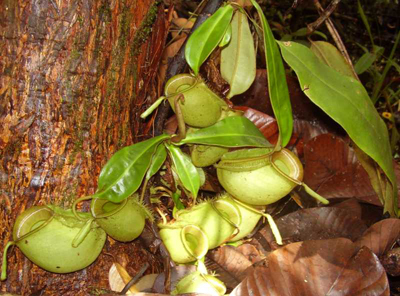
Nepenthes, chamada kantong semar pelos locais, é uma planta insetívora encontrada na área de turfa do Mahakam

A bacia do rio Mahakam também é um importante local de reprodução e descanso para 298 espécies de aves, entre elas 70 protegidas e cinco endêmicas: capuchinho-escuro (Lonchura fuscans [en]), Pachycephala hypoxantha, Polyplectron schleiermacheri [en], Cyornis superbus e Pityriasis gymnocephala [en]. Cerca de 160.000 ha do delta foram reconhecidos como uma Área Importante para a preservação de Aves (IBA) pela BirdLife International.
Um grupo de pesquisa ("Upsetting the balance in the Mahakam Delta) atua extensivamente no Mahakam. O objetivo do grupo é estudar o impacto de fatores externos, como aumento do nível do mar, mudança climática, sedimentos a montante e interferência humana no desenvolvimento passado, presente e futuro do delta do Mahakam em diferentes escalas de tempo.

### Poluição
Atividades de extração de madeira e mineração contribuíram para uma taxa alarmante de poluição do rio Mahakam em Kalimantan Oriental. Testes de qualidade da água mostraram que os níveis de poluentes aumentaram acentuadamente entre 2009 e 2011. Apesar da crescente poluição, afirma-se que "a água ainda é segura para consumo".
Concentrações de metais pesados acima do recomendado para a proteção da saúde foram observadas em peixes do Mahakam. Um estudo de 2015 encontrou concentrações de chumbo mais de 1.000 vezes acima do limite recomendado, além de níveis acima do limite para cobre, zinco e cádmio.

## Pontes

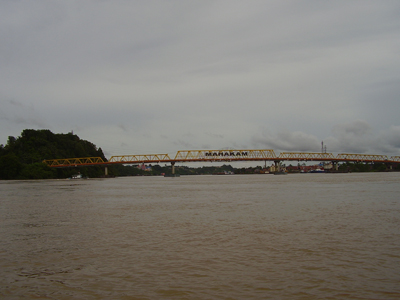
A Ponte Mahakam em Samarinda

As pontes incluem a Ponte Mahakam, com 400 m, e a Ponte Kutai Kartanegara, com 710 m. Esta última colapsou em 26 de novembro de 2011, levando três anos de planejamento e mais um ano e meio para reconstruir uma nova ponte no mesmo local. A nova Ponte Kutai Kartanegara foi aberta para uso público em 8 de dezembro de 2015, após uma cerimônia de inauguração realizada por um regente local.

## Aspecto social

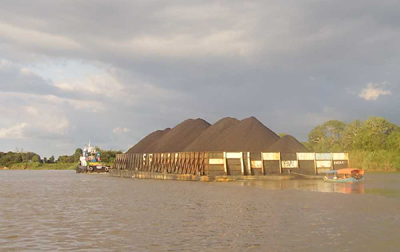
Flutuante transportando carvão pelo Mahakam

O rio Mahakam é um recurso econômico para pescadores e agricultores, além de uma fonte de água doce e uma via navegável desde tempos antigos até hoje. Foi nesta bacia hidrográfica que o reino Kutai [en] se desenvolveu. A história de Kutai é dividida em dois períodos: Kutai Martadipura (cerca de 350–400 d.C.) e Kutai Kartanegara (cerca de 1300). Kutai Martadipura, um reino hindu fundado por Mulawarman em Muara Kaman, é considerado o reino mais antigo da Indonésia. Kutai Kartanegara foi fundado por colonos de Java em Kutai Lama, perto da foz do Mahakam. Por volta de 1565, o islamismo foi amplamente difundido em Kartanegara por dois pregadores muçulmanos de Java, Tunggang Parangan e Ri Bandang.
Os Dayaks são o povo indígena que habita Kalimantan, além dos Kutais e Banjars. Desde a década de 1970, o programa de transmigração de pessoas para Kalimantan Oriental foi organizado pelo governo indonésio, especialmente em áreas próximas ao rio Mahakam. A transmigração visa migrar pessoas de ilhas superpovoadas como Java, Bali e Madura para estimular maior produtividade agrícola nas ilhas externas. Até 1973, quase 26% das terras cultivadas em Kalimantan Oriental eram trabalhadas por migrantes.

## Nota
1. ↑  Mínima de 375 m³/s, máxima de 12.200 m³/s (recorde de 24.156 m³/s em 2012[24])
2. ↑  Período: 1971–2000